# 六家泡
六家泡是一个位于中国吉林省镇赉县的湖泊，面积约为3.6平方千米，平均水深约为1米。